# Weilerbach (Berdorf)
Weilerbach (luxemburgisch Weilerbaachⓘ) ist eine kleine Ortschaft in Luxemburg mit etwa 150 Einwohnern. Die nächsten größeren Ortschaften sind das deutsche Bollendorf im Norden und Echternach im Süden.
Weilerbach ist der Gemeinde Berdorf und dem Kanton Echternach untergeordnet. Es befindet sich am rechten Ufer der Sauer, die in dieser Gegend die Grenze zwischen Luxemburg und Deutschland markiert. Auf der linken Seite der Sauer, gegenüber von Weilerbach, befindet sich das deutsche Weilerbach, welches zum rheinland-pfälzischen Bollendorf gehört.
Weilerbach ist über eine Fußgängerbrücke, die Alfred-Toepfer-Brücke, mit Deutschland verbunden.
Bekannt ist Weilerbach für ein Asylantenheim, das sich seit dem Jahr 2000 im Gebäude einer ehemaligen Kuranstalt befindet und in der Bevölkerung teils Unmut hervorruft. Im Asylantenheim wohnten etwa 250 Menschen, die somit einen erheblichen Teil der Bevölkerung Weilerbachs bildeten. Seit 2018 wird das Heim für Asylsuchende renoviert. Die Bewohner wurden auf andere Einrichtungen verteilt. Die restlichen Einwohner der Ortschaft verteilen sich auf einige Häuser und Chalets entlang der Sauer. 